# Diplotaenia
Diplotaenia es un género de plantas herbáceas perteneciente a la familia de las apiáceas.  Comprende 2 especies descritas y  aceptadas.

## Taxonomía
El género fue descrito por Pierre Edmond Boissier y publicado en Annales des Sciences Naturelles; Botanique, sér. 3 1: 308. 1844. La especie tipo es: Diplotaenia cachrydifolia Boiss.

## Especies
A continuación se brinda un listado de las especies del género Diplotaenia aceptadas hasta septiembre de 2012, ordenadas alfabéticamente. Para cada una se indica el nombre binomial seguido del autor, abreviado según las convenciones y usos.
- Diplotaenia cachrydifolia Boiss.
- Diplotaenia damavandica Mozaff., Hedge & Lamond